# Cuba ai Giochi della XIV Olimpiade
Cuba partecipò ai Giochi della XIV Olimpiade, svoltisi a Londra, dal 20 luglio al 14 agosto 1948,  
con una delegazione di 53 atleti impegnati in 12 discipline,
aggiudicandosi 1 medaglia d'argento.

## Medagliere

### Per discipline
| Sport  | Oro | Argento | Bronzo | Totale |
| ------ | --- | ------- | ------ | ------ |
| Vela   | 0   | 1       | 0      | 1      |
| Totale | 0   | 1       | 0      | 1      |

### Medaglie
| Medaglia | Atleta                                            | Sport | Evento |
| -------- | ------------------------------------------------- | ----- | ------ |
| Argento  | Carlos de Cárdenas Culmell Carlos de Cárdenas Plá | Vela  | Star   |

## Risultati

### Pallacanestro
| Atleta | Classifica |
| --- | ---------- |
| V · D · M Nazionale cubana - Pallacanestro ai Giochi della XIV Olimpiade Agüero · A. Álvarez · Faget · C. García · J. García · García-Ordóñez · Lavernia · Llanusa · Llaneras · López · Otero · Quintero · Ruiz · Wiltz · All. - | 13°        |
| Nazionale cubana - Pallacanestro ai Giochi della XIV Olimpiade |            |
| Agüero · A. Álvarez · Faget · C. García · J. García · García-Ordóñez · Lavernia · Llanusa · Llaneras · López · Otero · Quintero · Ruiz · Wiltz · All. -                                                                          |            |